# موراي كوك
موراي كوك هو لاعب كرة قاعدة كندي، ولد في 6 ديسمبر 1940.

## وصلات خارجية
- موراي كوك على موقعبيزبول رفرنس.كوم (الدوري الثانوي) (الإنجليزية)